# Arcangelisia flava
Arcangelisia flava là một loài thực vật có hoa trong họ Biển bức cát. Loài này được (L.) Merr. mô tả khoa học đầu tiên năm 1917.